# Paremoremo
Paremoremo ist ein Ort im Stadtgebiet vom Auckland Council auf der Nordinsel von Neuseeland. Bis Oktober 2010 gehörte der Ort zum ehemaligen Rodney District.

## Geographie
Der Ort befindet sich rund 15 km nordwestlich des Stadtzentrums von Auckland und rund 6,5 km westlich des Stadtteils Albany.

## Geschichte
Paremoremo war früher eine kleine selbstständige Gemeinde am Waitematā Harbour, in der nach dem Bau eines Kais am Ende der Attwood Road eine europäische Siedlung entstand. Anfang des letzten Jahrhunderts war der Ort für seine Farmen, Marktgärten und Obstgärten bekannt.

## Bevölkerung
Zum Zensus des Jahres 2013 zählte der Ort, der von den Statistiker in Paremoremo East und Paremoremo West aufgeteilt wurde, 3396 Einwohner.

## Paremoremo Prison
Heute ist Paremoremo bekannt als Standort von Neuseelands einzigen Hochsicherheitsgefängnis. Es wurde 1968 errichtet und in den 1990er Jahren von Paremoremo Prison in Auckland Prison umbenannt. Das Gefängnis kann 667 Insassen aufnehmen.